# Scarface Charley
Scarface Charley (c. 1851 – 3 décembre 1896) est un chef de la tribu amérindienne des Modocs. Il participa à la guerre des Modocs de 1872-1873 aux côtés de Kintpuash et est considéré comme le premier à avoir ouvert le feu lors de la bataille de Lost River.